# Józefów nad Wisłą

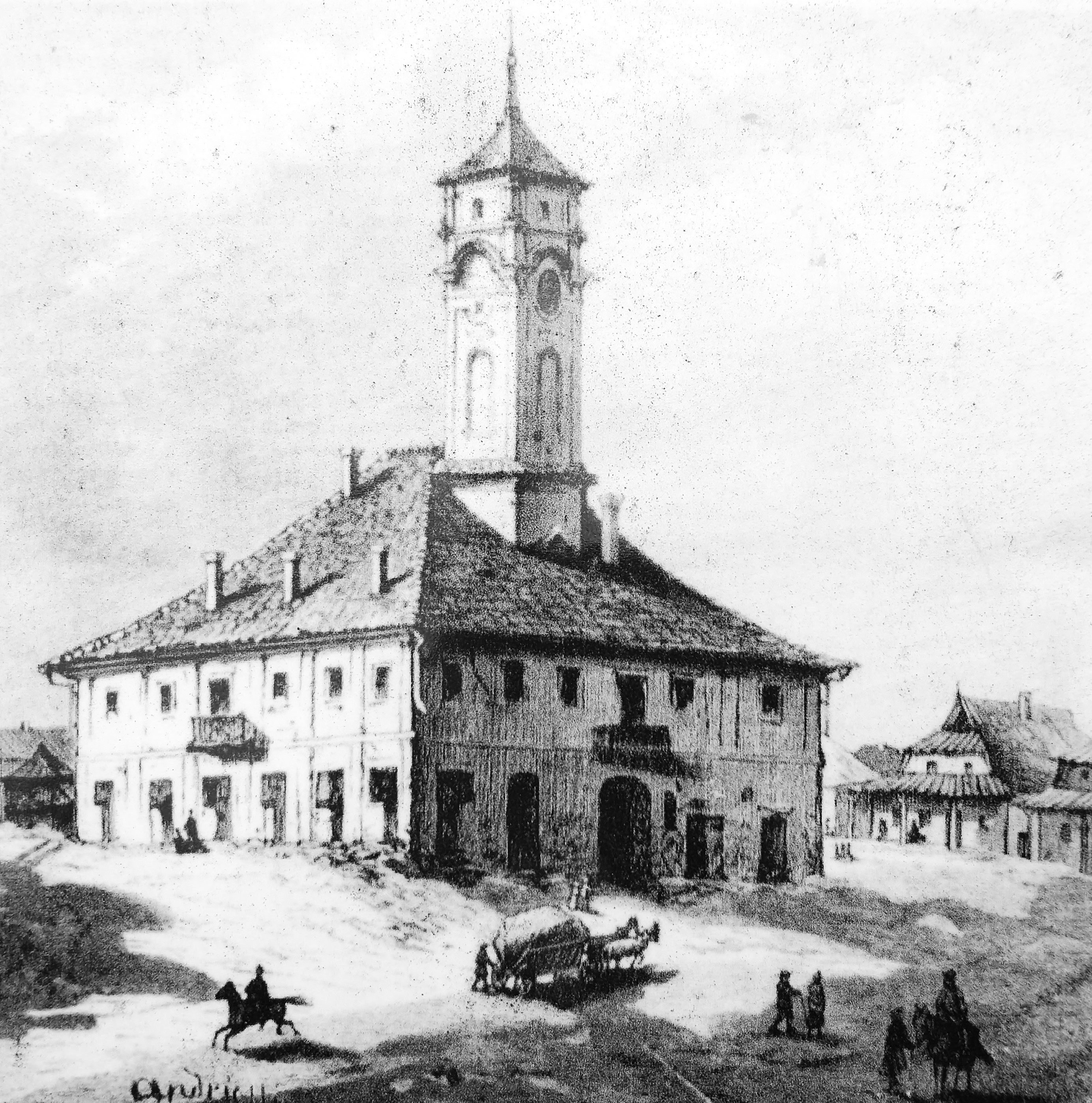
Nieistniejący ratusz

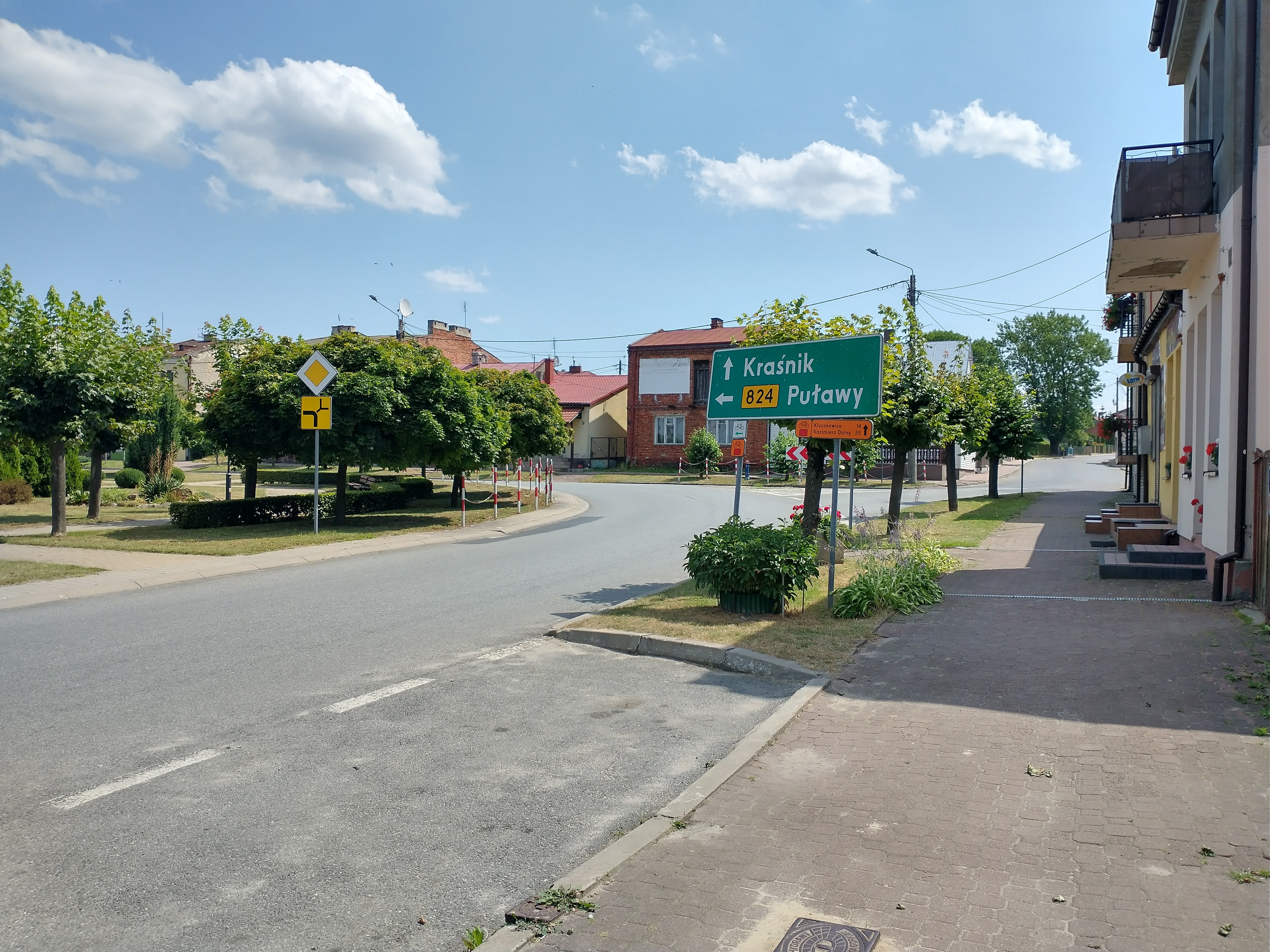
Fragment rynku (Placu Wolności)

Józefów nad Wisłą (do końca 2003 Józefów) – miasto położone w województwie lubelskim, w powiecie opolskim, w gminie Józefów nad Wisłą, której władz jest siedzibą. Według danych GUS z 31 grudnia 2019 r. Józefów nad Wisłą liczył 920 mieszkańców.
Józefów uzyskał lokację miejską w 1688 roku, zdegradowany w 1869 roku. Odzyskał status miasta z dniem 1 stycznia 2018.
Miejscowość położona jest w Małopolsce (początkowo w ziemi sandomierskiej, a następnie w ziemi lubelskiej).
W latach 1975–1998 miejscowość administracyjnie należała do ówczesnego województwa lubelskiego. Miejscowość była przejściowo siedzibą gminy Rybitwy.
Przez Józefów nad Wisłą przebiega droga wojewódzka nr 824.

## Historia

### XVII wiek
Józefów został założony w 1687 roku przez kasztelana krakowskiego Andrzeja Potockiego na gruntach wsi Kolczyn jako miasto na prawie magdeburskim. Nazwa pochodzi od imienia jednego z synów kasztelana. Miasto otrzymało przywileje zatwierdzone przez króla Jana III Sobieskiego: organizowania targów w niedziele i czwartki (czwartkowe targi są tradycją do dziś) oraz dużych jarmarków pięć razy w roku. Mieszczanie józefowscy otrzymali także prawo wyrobu wódki i piwa.
W 1691 roku założyciel miasta ufundował niewielką drewnianą świątynię pw. Bożego Ciała, klasztor zakonu bernardynów i szpital dla ubogich.

### XVIII wiek
Dzięki zlokalizowanej tu przeprawie przez Wisłę oraz przebiegającemu tędy traktowi wrocławskiemu w XVIII wieku, Józefów był znacznym ośrodkiem handlowym i siedzibą komory celnej. Miał w tym okresie 172 domy i trzy murowane bramy: Lubelską, Zamojską i Chruślińską. Przywileje lokacyjne Józefowa równouprawniały osiedlanie się w nim przedstawicieli różnych narodowości. Z możliwości tej skorzystali Żydzi, którzy pod koniec XVIII wieku stanowili większość mieszkańców miasta. W 1729 r. kościół wraz z konwiktem doszczętnie strawił pożar, jednak wkrótce przystąpiono do budowy nowego kościoła murowanego.
W czasie zaboru austriackiego administracyjna ranga Józefowa na krótko wzrosła, gdyż miasto stało się siedzibą cyrkułu o zasięgu większym niż wcześniejszy powiat opolski.

### XIX wiek
W połowie XIX wieku w Józefowie było 31 budynków murowanych i 13 drewnianych, a wśród budowli wyróżniał się jednopiętrowy ratusz z charakterystyczną wieżą, który nie zachował się jednak do dzisiejszych czasów. Centrum miasta zajmował rynek i 10 ulic i funkcjonowała tu szkoła utrzymywana ze składek mieszkańców i właścicieli miasta. Wprowadzone przez zaborców bariery celne osłabiły handel, a liczba mieszkańców Józefowa spadła, w związku z czym miasto podupadło. Po kasacie zakonu w 1864 roku w zabudowaniach poklasztornych znalazły siedzibę szkoła elementarna i poczta. Represje po klęsce powstania styczniowego doprowadziły do utraty praw miejskich w 1870 roku.

### XX wiek
W 1915 roku miasto zostało spalone przez uciekające wojska rosyjskie. Spłonął też wtedy ratusz, kościół i drewniana zabudowa. W okresie międzywojennym miejscowość została częściowo odbudowana, jednak utraciła swoje zabytkowe cechy. Odbudowę świątyni przeprowadzono w 1917 roku (wówczas obniżono wieże kościelne, na których spłonęły hełmy).
W czasie II wojny światowej znów uległo niemal całkowitemu zniszczeniu. Żydowscy mieszkańcy zostali wysiedleni i zgładzeni przez okupanta niemieckiego. W okresie powojennym Józefów był siedzibą gromady, a od 1973 jest siedzibą gminy.

### XXI wiek
1 stycznia 2004 roku na wniosek mieszkańców i Rady Gminy w Józefowie Rada Ministrów zmieniła nazwę siedziby gminy z „Józefów” na „Józefów nad Wisłą”.
1 stycznia 2018 roku Józefów nad Wisłą odzyskał prawa miejskie po 150 latach.

## Oświata
W skład Zespołu Szkół Ogólnokształcących wchodzą:
- Przedszkole Samorządowe im. Adama Mickiewicza, ul. Opolska 10 A
- Szkoła Podstawowa im. Adama Mickiewicza, ul. Opolska 10 A

## Zabytki i pamiątki przeszłości
- Kościół pw. Bożego Ciała z 1730 roku w stylu barokowym – ufundowany przez syna zmarłego fundatora, Józefa Potockiego. Świątynia konsekrowana 14 września 1743 r. przez biskupa krakowskiego Jana Aleksandra Lipskiego jest budynkiem jednonawowym na planie prostokąta z dwiema wieżami, skierowanym fasadą na wschód, z wyodrębnioną kryptą przeznaczoną na miejsce pochówku bernardynów. W 2 poł. XVIII w. wybudowano przy kościele kaplicę św. Tekli (później św. Marii Magdaleny), Kościół zniszczony został w wyniku działań I wojny światowej, a w pełni jego odbudowę zakończono przed 1927 rokiem, wykorzystując m.in. przeznaczone kilka lat wcześniej przez Departament Sztuki środki finansowe. Podczas II wojny światowej w 1944 r. świątynia spłonęła.
- Dzwonnica kościelna z 1787 roku przylegająca do muru otaczającego cmentarz przykościelny.
- Klasztor bernardynów z 1730 roku w stylu barokowym wzniesiony razem z kościołem. Dwupiętrowy, założony został symetrycznie, ujmując w podkowę prezbiterium świątyni. Zakonnicy dysponowali wówczas jedenastoma celami mieszkalnymi oraz pokojem gościnnym, refektarzem, kuchnią, spiżarnią i pomieszczeniem dla chorych[9].
- zespół pałacowo-parkowy hr. Rostworowskich z XIX wieku
- zabytkowy układ miejski z charakterystycznym układem ulic
- żydowski dom modlitwy
- cmentarz żydowski

## Miasta partnerskie
- Auce
- Hollóháza
- Tryńcza